# Lynx lynx wrangeli
La lince siberiana (Lynx lynx wrangeli) è una sottospecie della lince eurasiatica, endemica della Siberia e dell'estremo oriente russo.

## Distribuzione
Vive nella catena degli Stanovoj e est del fiume Yenisei . Nel 2013 erano presenti 5.890 individui maturi nell'Estremo Oriente russo. La lince siberiana è la seconda sottospecie più comune della lince eurasiatica.

## Ecologia
La sua preda principale è il capriolo siberiano . Secondo uno studio condotto sulle aspettative di vita della lince eurasiatica, la lince siberiana vive fino a un'età media di 15 anni.